# Komainu
Komainu (jap. 狛犬 koma-inu) – kamienne figury par lwów-psów (ze względu na podobieństwo do tych zwierząt), mitycznych bestii strzegących przed demonami: chramy shintō, świątynie buddyjskie, prywatne domostwa.

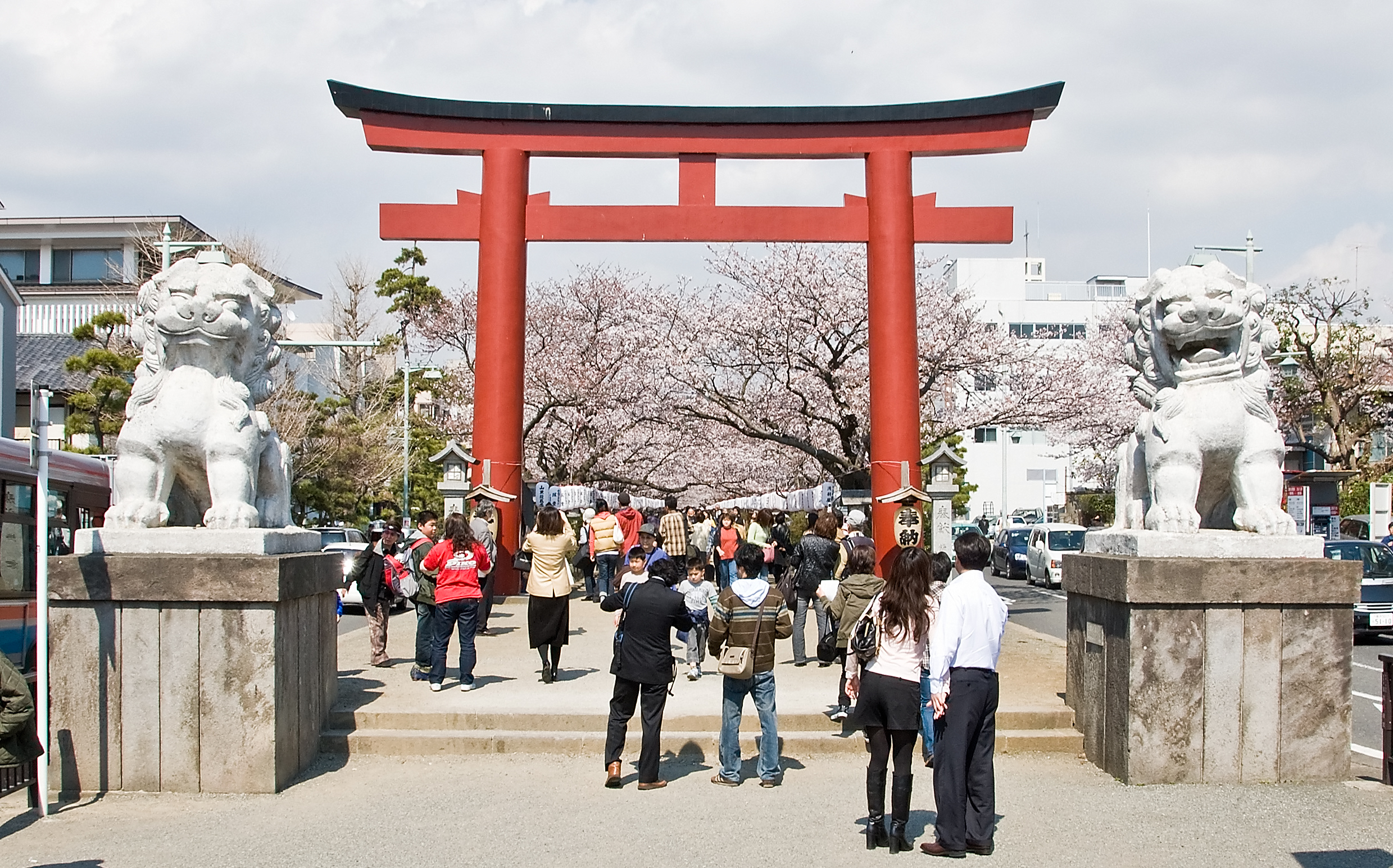
Para komainu przed chramem shintō

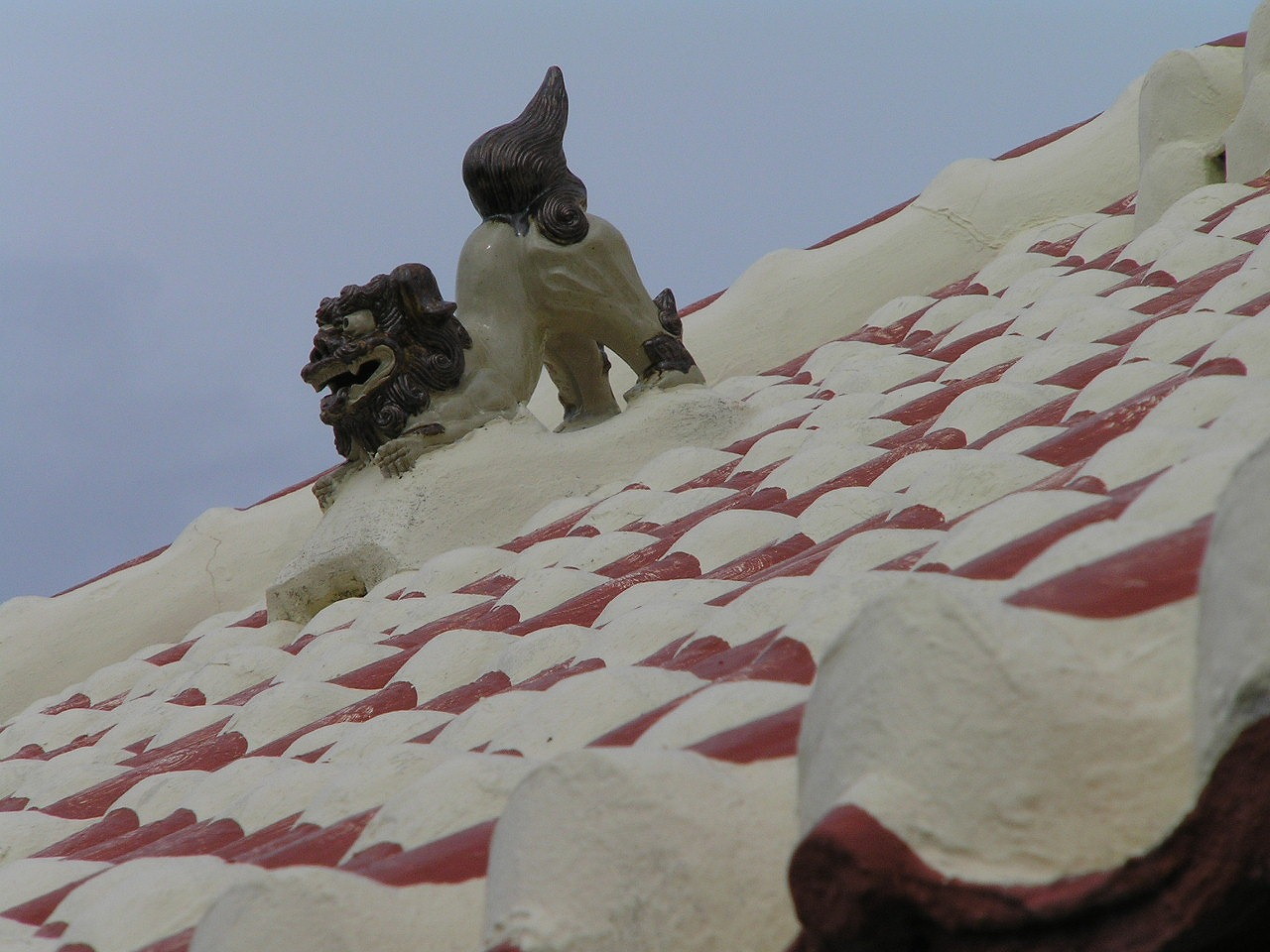
Shīsā na dachu, na jednej z wysp prefektury Okinawa

Komainu są zwierzętami, które w parach (samiec i samica) pilnują świętych miejsc. Mogą mieć rozmiar od małego psa do dużego lwa. Mają potężne grzywy, mocne ciała, ostre zęby i pazury. Niektóre z nich mają na głowach duże rogi podobne do jednorożców. 
Symbolicznie stworzenia te reprezentują yin i yang (jap. in-yō). Jedno ze zwierząt, stojące po prawej stronie, ma otwarty pysk (agyō), wyrażając „a”, drugie, po lewej stronie – zamknięty (ungyō) czyli „un”. Jest to przedstawienie koncepcji początku i końca wszechrzeczy, wszechświata, podobnie jako alfa i omega w kulturach zachodnich. Po japońsku pojęcie to nazywa się „a-un” (阿 吽), buddyjskie aum wymawiane om (sanskryt: ॐ). 
Na Okinawie komainu nazywają się shīsā (shiisaa). Są umieszczane nie tylko przed wejściami, ale także na dachach.
Posągi komainu są bardzo zróżnicowane w zależności od regionu, wyznawanych lokalnych bóstw i tradycji. Są wykonywane także z innych materiałów. Mogą to być także inne zwierzęta, jak: lisy, króliki, lwy, jelenie. Na przykład Inari (bóstwo) jest chronione przez lisy, Bishamonten przez tygrysy, a Benzaiten przez węże.